# Listă de legiuni romane
Aceasta este o listă de legiuni romane. La denumirea acestora s-au folosit cifre romane moderne care uneori sunt diferite de cele standard din perioada antică. De exemplu în loc de "IV", "IX", "XIV", "XVIII" sau "XIX" se foloseau în mod tradițional "IIII", "VIIII", "XIIII", "XIIX" sau "XVIIII".

## Legiuni din ultima perioadă republicană (58 - 31 î.Hr.)

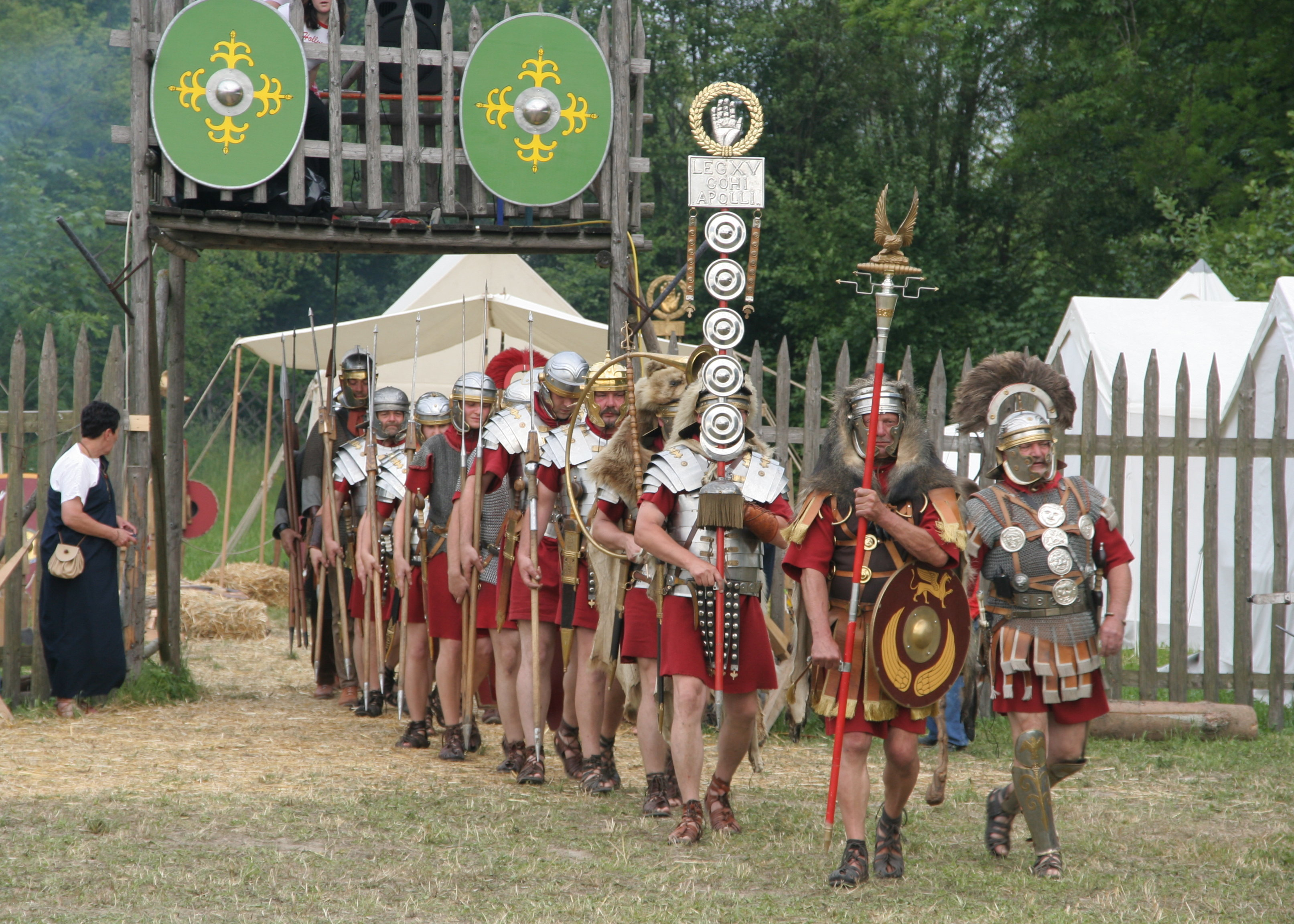
Soldați romani, reconstituire modernă, fortul din spate nu corespunde unui fort roman

- Legiunea I Germanica (Germanica): 48 î.Hr.–70 (distrusă în revolta batavilor), recrutată de Iulius Caesar
- Legiunea a II-a Sabina (Sabine): 43 î.Hr. - circa 9 d.Hr., primul nume al Legiunii a II-a Augusta
- Legiunea a III-a Cyrenaica (din Cyrenaica): probabil din jurul 36 î.Hr. până (cel târziu) sec. 5, Marc Antoniu
- Legiunea a III-a Gallica (din Galia): din jurul 49 î.Hr. până la începutul secolului al 4-lea, Iulius Caesar (emblema: taur)
- Legiunea a IV Macedonica (Macedonian): 48 î.Hr.–70 (desființată de Vespasian), Iulius Caesar (emblema: taur, capricorn)
- Legiunea a IV Scythica (din Sciția): din 42 î.Hr. până cel puțin înc. sec. 5, Marc Antoniu (emblema: capricorn)
- Legiunea a V-a Alaudae (Ciocârliile): 52 î.Hr.–70(distrusă în revolta batavilor. Refăcută. 86 : (distrusă de daci în Prima Bătălie de la Tapae), Iulius Caesar (emblema: elefant)
- Legiunea a VI-a Ferrata (Puternicii): 52 î.Hr. până după 250, Iulius Caesar (emblema: taur, lupul și Romulus și Remus); legiuni gemene, cu Legiunea a VI-a Victrix
- Legiunea a VII-a Claudia Pia Fidelis: 51–44 î.Hr., Julius Caesar; desființată și reconstruită de Vespasian ca Legiunea a VII-a Gemina
- Legiunea a VIII-a Augusta: 59–48 î.Hr., Julius Caesar, desființată și reînrolată de Augustus ca Legiunea VIII Augusta
- Legiunea a IX-a Hispana Triumphalis (Triumfătorii): 59–48 î.Hr., Julius Caesar, desființată și reînrolată de Augustus ca Legiunea a IX-a Hispana
- Legiunea a X-a Equestris, cunoscută și ca X Equestris, înființată înainte de 58–45 î.Hr., Iulius Caesar, desființată, reconstruită de Lepidus, încorporată în Legiunea a X-a Gemina de Augustus.
  - Legiunea a X-a Veneria (devotată zeiței Venus): alt nume pentru Legiunea a X-a Equestris.
  - Legiunea a X-a Fretensis (din strâmtoarea mării) percepută de către Augustus in 41/40 î.Hr.
- Legiunea a XI-a: 58–45 î.Hr., Julius Caesar (emblema: Neptun), desființată , reconstruită de Augustus
- Legiunea a XII-a Fulminata (,,Aruncătoarea de fulgere”): 57 î.Hr.–45, Julius Caesar
  - Legiunea a XII-a Antiqua (Antică): reconstruită de Lepidus in 43 î.Hr., numită de Marc Antoniu, inclusă în armata lui Augustus ca Legiunea a XII-a Fulminata
- Legiunea a XIII-a Gemina: 57–45 î.Hr.: Julius Caesar, după (41 î.Hr.) reconstruită ca Legiunea a XIII-a Gemina de Augustus
- Legiunea a XVIII-a Libyca (din Libia): desființată în 31 î.Hr., Marc Antoniu
- Legiunea a XXX-a Classica (Navală): 48–41 î.Hr., Julius Caesar

## Legiuni din perioada imperială timpurie

Imperiul roman și amplasamentul legiunilor sale în anul 125, în timpul împăratului Adrian

#### Codurile pentru provinciile romane din tabel
- AEG Aegyptus (Egipt)
- AFR Africa (Tunisia/Tripolitania)
- AQ Aquitania (Aquitaine, Franța)
- AR Arabia Petraea (Iordania/Sinai)
- BRIT Britannia (Anglia/Țara Galilor)
- CAP Cappadocia (Centrul și estul Turciei)
- DC Dacia (România)
- DLM Dalmația (Croația/Bosnia)
- GAL Galatia (Turcia)
- GI Germania Inferior (sudul Olandei/Valea Rinului )
- GS Germania Superior (Alsacia-Lorena/Valea Rinului)
- HISP Hispania Tarraconensis (majoritatea în Spania')
- IT Italia (Italia)
- JUD Iudaea (Israel)
- MAUR Mauretania (Algeria/Maroc)
- MCD Macedonia (Grecia, Albania, Bulgaria, Republica Macedonia)
- MI Moesia Inferior (Nordul Bulgariei/litoralul României)
- MS Moesia Superior (Serbia)
- NR Noricum (Austria)
- PAN Pannonia (vestul Ungariei/Slovenia)
- RT Raetia (estul Elvetiei/Bavaria )
- SIR Siria (Siria/Liban)

### Legiuni de la începuturile imperiului roman

#### Tabel 1
| Legiunea nr & titlul | Baza legiunii          | Emblema   | Data înființării/ Întemeietor | Data desființării | Castra legionaria (Bazele legiunii) * = baza principală. Începând cu anul 31 î.Hr. dacă nu se specifică | Note |
| I Adiutrix           | Szöny, Ungaria         | Capricorn | 68 Nero                       | 444 d.Hr.         | 70-86 d.Hr. Moguntiacum (GS); 86d.Hr.- mijlocul sec.5 Brigetio* (PAN)                                   | "1 Salvatorii". Fostă 1 Clasica (Înființată din marinari)                                               |
| I Germanica          | Bonn, Germania         | Taur      | 48î.Hr. Caesar                | 70 d.Hr.DD        | din 16 î.Hr. HISP; cca. 5 î.Hr.-70 d.Hr. Bonna* (GI)                                                    | Desființată pentru lașitate în răscoala batavilor.                                                      |
| I Italica            | Svishtov, Bulgaria     | Boar      | 66 d.Hr. Nero                 | după 400 d.Hr.    | 70- înc. sec 5 Novae* (MI)                                                                              | prima Italica:Înființată pentru războiul anulat din Caucaz                                              |
| I Macriana           |                        |           | 68 Macer                      | 69 d.Hr.DD        | (Înființată pentru o revoltă împotriva lui Nero de Macer, guvernator în AFR)                            | liberatrix: "primii Liberatori". Desființată de Galba                                                   |
| I Minervia           | Bonn, Germania         | Minerva   | 82 d.Hr. Domitian             | după 300 d.Hr.    | 82 d.Hr.- sec.4 Bonna* (GI)                                                                             | "1-Minerva"                                                                                             |
| I Partica            | Sinjar, Irak           | Centaur   | 197 d.Hr.S. Severus           | după 400 d.Hr.    | 197 d.Hr. -înc.sec.5 Nisibis* (SIR)                                                                     | Înființată pentru campania contra parților 197 d.Hr.                                                    |
| II Adiutrix          | Budapesta, Ungaria     | Capricorn | Nero                          | după 269 d.Hr.    | 70-87 d.Hr. BRIT; 87-106 MS; 106-min.269 Aquincum* (PAN)                                                | Legiune ex-maritimă.                                                                                    |
| II Augusta           | Caerleon, Țara Galilor | Capricorn | înainte de 9 d.Hr. Augustus   | după 300 d.Hr.    | din ~9 d.Hr. HISP; 43-74 BRIT; 74-min.255 d.Hr. Isca Augusta* (BRIT)                                    | A eșuat să se angajeze în lupta contra reginei Boudica, 60. ~395 d.Hr. la Rutupiae (BRIT)               |
| II Italica           | Enns, Austria          | Lupoaica  | 165 d.Hr.M Aurelius           | după 400 d.Hr.    | 180-~400 d.Hr. Lauriacum* (NR)                                                                          | Emblema națională a Romei cu cei doi frați gemeni                                                       |
| II Parthica          | Albano Laziale, Italia | Centaur   | 197 d.Hr. S. Severus          | după 350 d.Hr.    | 197-218 Castra Albana* (IT); 218-34 SIR; 238-cca.300 C. Albana                                          | sec.4 înregistrată la Bezabde (SIR)                                                                     |
| II Traiana           | Alexandria, Egipt      | Hercule   | 105 Traian                    | după 400          | 125-sec.5 Alexandria* (AEG)                                                                             | secunda fortis a lui "Traian"                                                                           |
| III Augusta          | Batna, Algeria         | Pegasus   | 43 î.Hr. Augustus             | după 350          | din 20 d.Hr. AFR; 20-75 Ammaedara 74-după 350 d.Hr. Lambaesis* (MAUR)                                   | Legiune romană decimată pentru lașitate în războiul din deșertul Tacfarinas contra berberilor (anul 18) |
| III Cyrenaica        | Busra, Siria           |           | 36 î.Hr. M Antoniu            | după 400 d.Hr.    | din 35 d.Hr. Thebes 35-125 Alexandria AEG; 125-5thC Bostra* AR                                          | "a 3-a din Cyrene"                                                                                      |
| III Gallica          | Abila, Jordan          | Doi Tauri | 49 î.Hr. Cezar                | după 300 d.Hr.    | [31 î.Hr.]]- sec.4 Raphana* (SIR)                                                                       | tertia Gallica: "a 3-a din Galia"                                                                       |
| III Italica          | Regensburg, Germania   | Barza     | 165 d.Hr. M. Aurelius         | după 300 d.Hr.    | 165-4thC Castra Regina* (RT)                                                                            | Înființată pentru războiul cu Marcomanii                                                                |
| III Parthica         | Ras-al-Ayn, Siria      | Taur      | 197 d.Hr. S. Severus          | după 400 d.Hr.    | 197- sec.4 Resaena* (SIR)                                                                               | Înființată pentru campania contra parților 197 d.Hr.                                                    |

#### Tabel 2
| Legiunea nr & titlul | Baza legiunii      | Emblema   | Data înființării/ Întemeietor | Data desființării | Castra legionaria (Bazele legiunii) * = baza principală. Începând cu anul 31 î.Hr. dacă nu se specifică | Note                                                                      |
| IV Flavia Felix      | Belgrad, Serbia    | Lion      | 70 Vespasian                  | înainte de 400    | 86-sec 4 Singidunum* (MS)                                                                               | A 4-a, Norocoșii lui Vespasian. Reformează IV Macedon                     |
| IV Macedon.          | Mainz, Germania    | Taur      | 48 î.Hr. Caesar               | 70 DD             | din 43 d.Hr. HISP; 43-70 Moguntiacum* (GS)                                                              | Desființată pentru lașitate în revolta batavilor.                         |
| IV Scythica          | Gaziantep, Turcia  | Capricorn | 42 î.Hr. M Antoniu            | după 400          | to 58AD MS; 68-5thC Zeugma* (SIR)                                                                       | quarta scythica: "A 4-a, Cuceritorii Sciției"                             |
| V Alaudae            | Xanten, Germania   | Elefant   | 52 î.Hr. Caesar               | 70 ANIH           | din 19 î.Hr. HISP; cca. 10 î.Hr.-70 d.Hr. Castra Vetera* (GI)                                           | "A 5-a, Ciocârliile" Pene în cască? ANIH de Batavi                        |
| V Macedonica         | Turda, România     | Taur      | 43 î.Hr. Augustus             | după 500          | 6-101 Oescus, 107-161 Troesmis (MI); 166-274 Potaissa* (DC)                                             | quinta macedonica: "A 5-a Macedonica"                                     |
| VI Ferrata           | Galilea, Israel    | Lupoaica  | 58 î.Hr. Caesar               | 250+ SNEC         | din 71 d.Hr. Raphana (SIR); 135-250+ Caparcotna* (JUD)                                                  | "A 6-a, Puternicii". ANIH în Bătălia de la Edessa 259                     |
| VI Hispana           |                    |           | după 212                      | 250+ SNEC         | necunoscut                                                                                              | O singură relatare. ANIH în Bătălia de la Abrittus 251?                   |
| VI Victrix           | York, Anglia       | Taur      | 41BC Augustus                 | înainte de 400    | din 70 d.Hr. Leon (HISP); 71-122 GI; 122-cca.400 Eburacum* (BRIT)                                       | "A 6-a, Victorioșii" construiește Zidul lui Adrian 122-32                 |
| VII Claudia          | Kostolac, Serbia   | Taur      | 58 î.Hr. Caesar               | cca.400           | din 9 d.Hr. GAL; 9-58 DLM; 58-c400 Viminacium* (MS)                                                     | septima Claudia: implicată într-o revoltă mocnită 42                      |
| VII Gemina           | León, Spania       |           | 68 Galba                      | cca.400           | 75-cca.400 Castra Legionis* (HISP)                                                                      | Înființată de Galba pentru a mărșălui spre Roma.                          |
| VIII Augusta         | Strasbourg, Franța | Taur      | 59BC Caesar                   | după 371          | 9-44 Poetovio PAN; 44-70 Novae MI; 70-371+ Argentorate* GS                                              | octava Augusta:                                                           |
| IX Hispana           | York, Anglia       | Taur      | 41 î.Hr. Augustus             | 120+ SNEC         | din 13 î.Hr. HISP; 9-43 PAN?; 71-cca.120 Eburacum* (BRIT)                                               | nona Hispana: ANIH în Al Doilea Război Evreu c132?                        |
| X Fretensis          | Ierusalim          | Mistreț   | 40BC Augustus                 | după 400          | din 25 î.Hr. JUD; 25 î.Hr.-66 d.Hr. SIR; 73 - după 400+ Hierosolyma*                                    | fretum = Stramtoarea din Messina, Naulochus 36 î.Hr.                      |
| X Gemina             | Viena, Austria     | Taur      | 42BC Lepidus                  | după 400          | din 71 HISP; 71-103 Noviomagus GI; 103-cca.400 Vindobona* PAN                                           | Fostă X equestris, legiune înființată de Cezar                            |
| XI Claudia           | Silistra, Bulgaria | Neptun    | 42 î.Hr. Augustus             | după 400          | din 71 d.Hr. DLM; 71-104 Vindonissa RT; 104-cca.400 Durostorum* MI                                      | undecima Claudia: onorată de Claudius                                     |
| XII Fulminata        | Malatya, Turcia    | Fulgerul  | 43 î.Hr. Lepidus              | după 400          | din 14 d.Hr. AEG; 14-71 Raphana (SIR); 71-cca.400 Melitene* (CAP)                                       | ultima „A 12-a, Fulgerele” a pierdut acvila romană în Primul război evreu |

#### Tabel 3
| Legiunea nr & titlul | Baza legiunii       | Emblema       | Data înființării/ Întemeietor | Data desființării                                  | Castra legionaria (Bazele legiunii) * = baza principală. Începând cu anul 31 î.Hr. dacă nu se specifică | Note                                                                                            |
| XIII Gemina          | Alba Iulia, România | Leu           | 57 î.Hr. Cezar                | după 400                                           | 45-106 Poetovio PAN 106-270 Apulum* DC 270-400 MI                                                       | "A 13-a, Gemenii". A traversat râul italian Rubicon cu Cezar în 49 î.Hr.                        |
| XIV Gemina           | Petronell, Austria  | Capricorn     | probabil Caesar               | 9-43 GS; 43-70 BRIT; 70-92 GS; 106-c400 Carnuntum* | A înfrânt britonii conduși de regina Boudica în Bătălia de la Watling Street (60 d.Hr.)                 |                                                                                                 |
| XV Apollinaris       | Saddagh, Turcia     | Apollo        | 41 î.Hr. Augustus             | după 400                                           | 9-61 NR 61-73 SIR 73-117 NR; 117-c400 Satala* CAP                                                       | "15 Apollo". A luptat în Primul război evreu                                                    |
| XV Primigenia        | Xanten, Germania    | zeița Fortuna | 39 Caligula                   | 70 ANIH                                            | 39-43 Moguntiacum (GS); 43-70 Castra Vetera* (GI)                                                       | Primigenia zeița destinului. ANIH în revolta batavilor                                          |
| XVI Flavia Firma     | Samsat, Turcia      | Leul          | 70 Vespasian                  | după 300                                           | 70-117 Satala (CAP); 117-300+ Samosata* SIR                                                             | "A 16-a, Hotărâții lui Vespasian". Reformează XVI Gallica                                       |
| XVI Gallica          | Mainz, Germania     | Leul          | 41 î.Hr. Augustus             | 70 DD                                              | din 43 d.Hr. Moguntiacum* (GS); 43-70 Novaesium* (GI)                                                   | Desființată pentru lașitate în revolta batavilor                                                |
| XVII                 | Xanten, Germania    |               | 41 î.Hr. Augustus             | 9 ANIH                                             | din 15 î.Hr. AQ?; 15 î.Hr.-9 d.Hr. Castra Vetera* (GI)                                                  | Distrusă în Bătălia din pădurea Teutoburg, a pierdut acvila romană standard, niciodată refăcută |
| XVIII                | Xanten, Germania    |               | 41 î.Hr. Augustus             | 9 ANIH                                             | din 15 î.Hr. AQ?; 15 î.Hr. - 9 d.Hr. Castra Vetera* (GI)                                                | Distrusă în Bătălia din pădurea Teutoburg, a pierdut acvila romană standard, niciodată refăcută |
| XIX                  |                     |               | 41 î.Hr. Augustus             | 9 ANIH                                             | din 15 î.Hr. locație necunoscută; 15 î.Hr.-9 d.Hr. undeva în GI                                         | Distrusă în Bătălia din pădurea Teutoburg, a pierdut acvila romană standard, niciodată refăcută |
| XX Valeria Vict.     | Chester, Anglia     | Mistreț       | 31 î.Hr. Augustus             | 250+ SNEC                                          | to9 d.Hr. DLM; 9-43 GI; 43-75 BRIT; 75-250+ Deva* BRIT                                                  | vigesima numită de Messalla? ANL în înfrângerea romană de laAllectus, 296?                      |
| XXI Rapax            | Windisch Switz      | Capricorn     | 31 î.Hr. Augustus             | 92 ANIH                                            | 9-43 GI; 43-70 Vindonissa* (RT); 70-89 GI; 89-92 PAN                                                    | "A 21-a, Devoratorii". ANL de tribul Roxolani Sarmațian din PAN                                 |
| XXII Deiotariana     | Alexandria, Egipt   |               | 48 î.Hr.Augustus              | 132 ANIH                                           | din cca.8 î.Hr. GAL; 8 î.Hr.-123 d.Hr.+ Alexandria* (AEG)                                               | GAL 21 Regele "Deiotarus". ANL în al doilea război evreu                                        |
| XXII Primigenia      | Mainz, Germania     | Hercule       | 39 Caligula                   | după 300                                           | 39-c300 Moguntiacum* (GS)                                                                               | Fondată de Caligula pentru războaiele germanice                                                 |
| XXX Ulpia Victrix    | Xanten, Germania    | Jupiter       | 105 Traian                    | după 400                                           | 105-22 d.Hr.; 122-c400 Castra Vetera* (GI)                                                              | "A 30-a, Victorioșii lui Traian" (M Ulpius Traianus)                                            |

#### Legenda
- Legiunea nr. & titlul

Numerotarea legiunii este confuză. Mai multe legiuni au același număr cu altele. Augustus a numerotat primele legiuni pe care le-a fondat cu I, dar, de asemenea, a moștenit numerele de predecesorii săi. Fiecare împărat în mod normal începea numerotarea legiunilor create de el de la I. Totuși aceasta nu a fost o practică generală, Traian, de exemplu, a început numerotarea de la XXX pentru că existau deja 29 de legiuni. Vespasian a păstrat aceleași numere ca și înainte pentru legiunile pe care el le-a format din unitățile desființate.
Legiunile adesea aveau mai multe denumiri obținute după campanii succesive date de către împărat. A XII-a Fulminata, de exemplu, a avut mai multe denumiri: paterna (părintească), victrix (victorioasă), antiqua (venerabilă), certa constans (mereu de încredere) și galliena (galică). Pia Fidelis (supusă, loială), fidelis constans și alte titluri au fost acordate mai multor legiuni, uneori, unei același legiuni.  Doar cele mai utilizate titluri ale legiunilor  sunt afișate în tabele. 
Titlul GEMINA înseamnă, probabil, că legiunea este înfrățită cu altă legiune sau a fost împărțită o altă legiune pentru a forma pe aceasta, o legiune nouă. Mai poate însemna că legiunea este dedicată gemenilor Romulus și Remus, fondatorii legendari ai Romei.
- Data desființării

ANIH = anihilată în luptă

DD = desființată în dizgrație

SNEC = soartă necunoscută

### Legiuni din ultima perioadă a imperiului roman

Scut model al Palatinilor, gărzile imperiale potrivit documentului Notitia Dignitatum.

Dioclețian (244–311) a reorganizat armata romană, în scopul de a gestiona mai bine amenințarea barbarilor din Europa de Nord și a persanilor din est. Efectivele militare sporesc la cca. 500.000 de soldați, numărul legiunilor la cca. 60, mai mici și mai mobile. Armata a fost formată din unități de frontieră și din unități de câmp. 
Unitățile de frontieră (limitanei) erau folosite pentru a ocupa limes, fortificațiile structurate de frontieră, și erau formate din  soldați profesioniști, dar cu o instrucție inferioară. Un exemplu de limes este Brazda lui Novac.
Unitățile de câmp stăteau în spatele frontierei și se deplasau rapid în cazul în care acest lucru era necesar, cu roluri atât ofensive cât și defensive. Unitățile de câmp s-au format din soldați de elită cu nivel înalt de antrenament și cu arme superioare. Ei au fost împărțiți în patru categorii: 
1. Scholae: garda personală a împăratului creată de Constantin I pentru a înlocui Garda Pretoriană;
2. Palatinae: "trupelor palatului" unități de clasă superioară, create de Constantin I după ce a desființat Garda Pretoriană, era formată inițial din fostele gărzi;
3. Comitatensis: unități de câmp regulate, unele au fost noi formate, altele își au originea în legiunile imperiului timpuriu.
4. Pseudocomitatensis: ei erau unități limitanei  transformate în armată de câmp și păstrate acolo; unele legiuni ale imperiului timpuriu au devenit unități pseudocomitatenses.

Aceste unități de obicei aveau între 300 și 2000 de soldați, iar unele dintre ele păstrau schemele originale de numerotare. Sursa primară pentru legiunile din această epocă este documentul oficial Notitia Dignitatum , un document de la sfârșitul secolului al IV-lea care conține toate funcțiile civile și militare din ambele jumătăți ale Imperiului Roman (revizuit în cca. 420 ca Imperiul Roman de Vest).
- Legiunea I
  - I Flavia Constantia (Flaviani de încredere): unități de comitatensis sub comanda unui Magister militum pe Orientis
  - I Flavia Gallicana Constantia (legiunea Flavia de nădejde din Galia): pseudocomitatensis sub comanda unui Magister Peditum per Gallias
  - I Flavia Martis (legiunea Flavia dedicată zeului Marte): pseudocomitatensis
  - I Flavia Pacis (legiunea Flavia a păcii): comitatensis sub comanda unui Magister Peditum
  - I Flavia Theodosiana: unități de comitatensis
  - I Illyricorum (din  Iliria): staționați în Palmyra
  - I Iovia (devotați lui Jupiter): percepuți de către Dioclețian, staționați în Sciția Minor
  - I Isaura Sagittaria (arcașii din Isauria): pseudocomitatensis sub comanda unui Magister militum per Orientis
  - I Iulia Alpina: pseudocomitatensis sub comanda Magister Peditum în Italia
  - I Martia
  - I Maximiana Thaebanorum (Tebanii Maximialii): unități de comitatensis ce au staționat la Teba, în Egipt și probabil au participat la Bătălia de la Adrianople
  - I Noricorum ('Noricanii): staționați în Noricum
  - I Pontica

- Legiunea II
  - II Britannica: unități comitatensis sub Magister Peditum
  - II Flavia Constantia: unități de comitatensis sub comanda  Magister Peditum
  - II Flavia Virtutis: unități de comitatensis sub comanda Magister Peditum
  - II Herculia (devotați lui Hercules): percepuți de către Dioclețian, staționați în Sciția Minor
  - II Isaura
  - II Iulia Alpina: unități de pseudocomitatensis sub comanda  Magister Peditum
  - II Felix Valentis Thebaeorum: unități de comitatensis

- Legiunea III
  - III Diocletiana
  - III Flavia Salutis: unități de comitatensis sub comanda  Magister Peditum
  - III Herculea: unități de comitatensis sub comanda  Comes Illyricum
  - III Isaura
  - III Iulia Alpina: unități de comitatensis sub comanda unui Magister Peditum comanda în Italia

- Legiunea IV
  - IV Italica
  - IV Martia
  - IV Parthica

- Legiunea V
  - V Iovia  (posibil Jovialii)
  - V Parthica

- Legiunea VI
  - VI Gemella
  - VI Gallicana
  - VI Herculia (posibil Herculianii)
  - VI Hispana
  - VI Parthica

- Legiunea XII
  - XII Victrix